# Crusea megalocarpa
Crusea megalocarpa là một loài thực vật có hoa trong họ Thiến thảo. Loài này được (A.Gray) S.Watson mô tả khoa học đầu tiên năm 1891.